# Hana Maria Pravda
Hana Maria Pravda, roz. Becková (29. ledna 1916, Praha – 22. května 2008, Oxford) byla česká herečka židovského původu. V roce 1948 emigrovala, nakonec se usadila ve Velké Británii, kde ztvárnila asi sedm desítek televizních a divadelních rolí.
Je známá také pod uměleckými pseudonymy Bělská a Alexandrová nebo příjmeními svých manželů jako Pravdová a Munková.

## Život
Hana Becková se narodila do rodiny právníka, legionáře a zakladatele i dlouholetého vedoucího ředitele Legiobanky Josefa Becka. Studovala herectví u Olgy Scheinpflugové, od 17 let hrála ve filmech. Své první angažmá získala v olomouckém divadle, kde ji umělecký šéf činohry Oldřich Stibor v roce 1937 poslal na roční stáž do Leningradu. Po návratu v roce 1938 hrála v kladenském divadle a hostovala i v Praze, a to ve Vinohradském, Národním a Švandově divadle. Její kariéru přerušila druhá světová válka – kvůli židovskému původu byla transportována do Terezína, později do Osvětimi. Tam zahynul její první manžel Alexandr Munk. Na konci války se jí podařilo uprchnout z pochodu smrti a své zážitky si zaznamenala do deníku. Deník vyšel pod názvem I Was Writing This Diary for You, Sasha (2000, Tento deník jsem napsala pro Tebe, Sašo) a Kaleidoscope – Snapshots of My Life (2002, Kaleidoskop – Momentky mého života).
Po válce se pod uměleckým jménem Alexandrová stala zakládající členkou Realistického divadla a vdala se za herce Národního divadla Jiřího Pravdu. Po roce 1948 s ročním synem emigrovali přes Paříž, kde coby emigranti nedostali povolení k umělecké činnosti, do Austrálie. Zde od roku 1949 až 1956 vedli vlastní divadlo Tana Company. Nakonec na doporučení slavné anglické herečky Dame Sybil Thorndikové zakotvili ve Velké Británii. Pod jménem Hana Maria Pravda zde tato herečka natočila nebo ztvárnila v divadle asi 70 rolí. Hrála například v dětském seriálu o kouzelníku Čáryfukovi nebo v detektivkách o Hercule Poirotovi, jehož představitelem byl herec David Suchet. Po roce 1989 se do Prahy několikrát vrátila a své a manželovy vzpomínkové texty publikovali v knížce v roce 1999 pod názvem Krátké povídky z dlouhého života.

## Filmografie – výběr
- Na sluneční straně (1933)
- Marijka nevěrnice (1934)
- První políbení (1935)
- Studentská máma (1935)
- Nikola Šuhaj (1947)
- Kremelský dopis (1970)
- Nesnesitelná lehkost bytí (1988)
- Epizoda Smrt v oblacích ze seriálu Hercule Poirot (1992)
- Muž, který plakal (2000)